# Pumpu
Pumpu, también llamado Pumpullacta o Pumpullajta (en quechua: "ciudad de Pumpu"), es un extenso sitio arqueológico correspondiente a un centro administrativo incaico. Se ubica sobre las frías punas altoandinas de Pasco. Cuenta con espacios arquitectónicos en sus instalaciones de índoles militar, pública, manufacturera, ceremonial, residencial y palaciega. Al contrario que otras llactas provinciales imperiales, como Huánuco Pampa o Hatun Xauxa (a las cuales Pumpu enlaza), es uno de los sitios menos estudiados y conocidos de la sierra central peruana. En las crónicas, es descrito mediante breves, escuetas y escasas referencias. 

## Toponimia
Existen 3 hipótesis acerca del origen del nombre de Pumpu. En las crónicas, también recibe los nombres "Pompo", "Pumbo" y "Bombón", pudiendo ser el motivo del nombre de la meseta homónima.

### Onomatopeya
"Pumpu" pudo haber sido una onomatopeya que buscó plasmar los sonidos producidos por los truenos, debido a que las tormentas eléctricas son muy recurrentes en el altiplano.

### Calificativo
En quechua, la palabra también se usaba para definir personas laboriosas, gordas y de baja estatura. Entonces, el término habría empezado a usarse como una descripción de los habitantes locales impuesta por los incas.

### Evocación anatómica
Continuando con las similitudes en el léxico quechua, "Pumpu" podría derivar de "Puputi", que significa "ombilgo". Esto podría haber tenido un significado simbólico, ya que después del Titicaca, el cercano lago Junín es el cuerpo de agua más grande de los Andes Centrales, por lo que puede haber constituido una suerte de "ombligo" para una visión antropomorfizada de la región.

## Ubicación
Pumpu se asienta a orillas del río Upamayo, sobre la meseta de Bombón, muy cerca tanto al lago Junín como al bosque de piedras de Huayllay. Esto la sumerge en un territorio geográficamente diverso; las colinas y pastizales circundantes complementan el ambiente. Pedro Cieza de León describe así el entorno:

“… y esta tierra de Bombón es llana y muy fría, y las sierras distan algún espacio de la laguna. Los indios tienen sus pueblos a la redonda de ella, con grandes fosados y fuerzas que ellos tenían. Poseyeron gran número de ganado y aunque con las guerras se ha consumido y gastado, todavía leha quedado algún; y por los altos y despoblados de sus términos se ven grandes manadas deganado silvestre”
Pedro Cieza de León

Un testimonio adicional proporcionado por Juan Ruiz de Arce refiere que:

“…de allí venimos a una ciudad que se dice Pombo, está en unos llanos; es ni más ni menos que
Cajamarca en calidad; todo lo que hay es conforme; esto y todo lo demás que hay desde Caxamarca hasta es Cusco es tierra de nieva y llueve mucho. Hay venados pequeños y muchas ovejas montañescas"
Juan Ruiz de Arce

La ciudad es atravesada por el río Yawarmayo, dividiéndola simbólicamente en los conceptos andinos de hanan (alto) y hurin (bajo). El norte de Pumpu es definido por el río Chaquicocha. Un reciente acueducto peruano se ha sumado a los flujos de agua que discurren por Pumpu, aunque de forma intrusiva y nociva al no corresponder a la planificación original. La altura con respecto al nivel del mar es de aproximadamente 4080 metros. Dentro de la organización administrativa inca, estuvo encuadrado en el Chinchaysuyo.

## Cronología
Su edificación fue ordenada por el entonces príncipe incaico Túpac Yupanqui tras la conquista de Bombón. La zona estaba habitada por grupos autónomos de pastores de camélidos y por la etnia chinchaycocha. Al principio opusieron cierta resistencia militar, pero posteriormente fueron integradas y privilegiadas dentro del engranaje estatal incaico. La ausencia de conflictos propició que Pumpu careciera de cualquier tipo de estructura defensiva, como murallas o fosos.
Tras el estallido de la guerra civil incaica, perdió notoriedad en el teatro geopolítico andino. Según Miguel Cabello Balboa, se habría producido una batalla entre las fuerzas huascaristas (al mando del general Guanca Auqui) y las atahualpistas en sus cercanías.  
Los registros etnohistóricos apuntan a que la ciudad ya estaba abandonada al momento en el que los españoles la avistaron por primera vez en 1533. Según la Carta de Hernando Pizarro, solo se toparon con Cuxi Yupangui, capitán atahualpista rodeado de una guardia de 5 mil soldados. Según entendieron los hispanos, tenía la misión de emboscar y aplastar a los españoles. Sin embargo, lo único que hizo fue revelar temerosamente que el "capitán general" se hallaba en Hatun Xauxa (refiriéndose a Chalcuchímac), además de entregar "500 mil pesos de oro" que se le habían asignado para formar parte del rescate de Atahualpa.

## Arquitectura
Pumpu está conformada por una serie de recintos, habitaciones, colcas (apoyadas por el frío ambiente que ofrece una refrigeración y conservación naturales para los alimentos almacenados), kallancas, plazas, patios y un característico uhsnu. A diferencia de otros enclaves imperiales, que fueron originalmente fundados en tiempos preincaicos, Pumpu es un sitio totalmente inca; es decir, los trabajos constructivos de las instalaciones iniciaron desde 0 sin contar con una referencia previa. 

### Ushnu
El ushnu de Pumpu es su edificación más conocida, así como la que se encuentra en mejor estado de conservación gracias a los trabajos de restauración realizados en el año 2013, como parte del aún vigente Proyecto Qhapaq Ñan . Se ubica en medio de la plaza principal de la ciudad. 
Está construido siguiendo la técnica de pirca. Pasó por 3 fases constructivas que fueron engrandeciendo sucesivamente el monumento. Cuenta también con un pozo de agua en la cima, usado en eventos rituales y ceremoniales. Se piensa que estuvo enlucido con colores amarillo-marrones.

## Función
El lugar en el que se ubica ya constituía una posición estratégica desde antes que los incas, como un nudo de comunicación entre los llanos desérticos del oeste y la montañosa ceja de selva del este. También era un área propicia para el pastoreo debido a los extensos pastizales que caracterizan a la puna, sean de especies salvajes (principalmente vicuña, taruca y guanaco) o domésticas (llama y alpaca). Esto es confirmado por las crónicas, las cuales enfatizaron acerca de la abundancia de camélidos andinos. En ese contexto, Pumpu se erigió como el mayor centro ganadero imperial del Chinchaysuyo, con recuas de miles de camélidos disponibles para el comercio, alimentación o el realce del mero prestigio. Se calcula que el área sujeta a la administración de esta ciudad abarcó aproximadamente 16,830 kilómetros cuadrados, secundada por otros asentamientos algo menores como Chacamarca.